# أتيكا (إقليم)
إقليم أتيكا هو أحد أقاليم اليونان.